# Ljusgrå lövmätare
Ljusgrå lövmätare, Scopula incanata, är en fjärilsart som beskrevs av Carl von Linné 1758. Ljusgrå lövmätare ingår i släktet Scopula och familjen mätare, Geometridae. Arten har livskraftiga, (LC), populationer i både Sverige och i Finland. Tre underarter finns listade i Catalogue of Life, Scopula incanata ibericata Reisser 1935, Scopula incanata incanata (Linnaeus, 1758) och Scopula incanata rubeni Viidalepp 1979.

## Bildgalleri

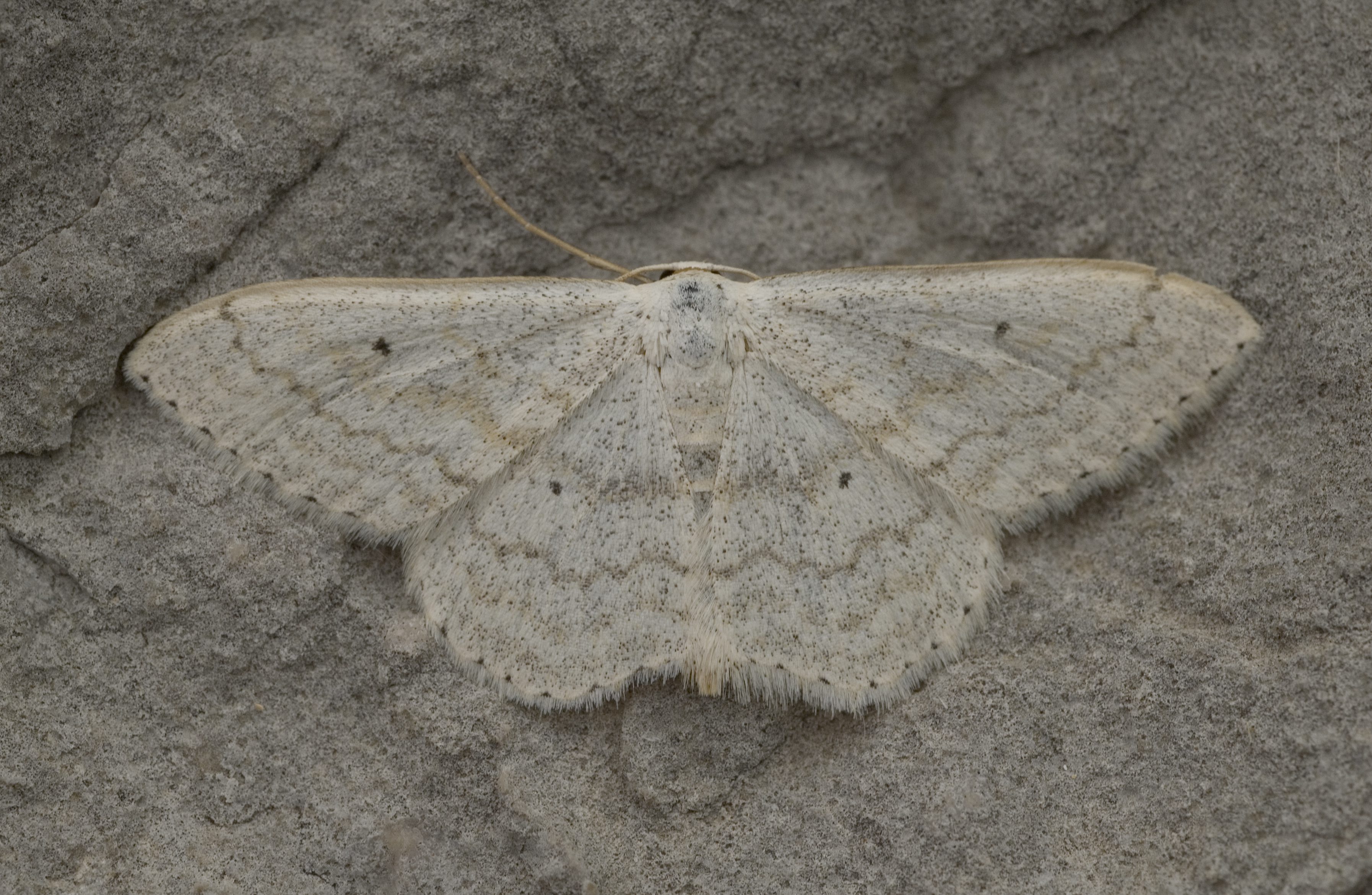
Imago fjäril
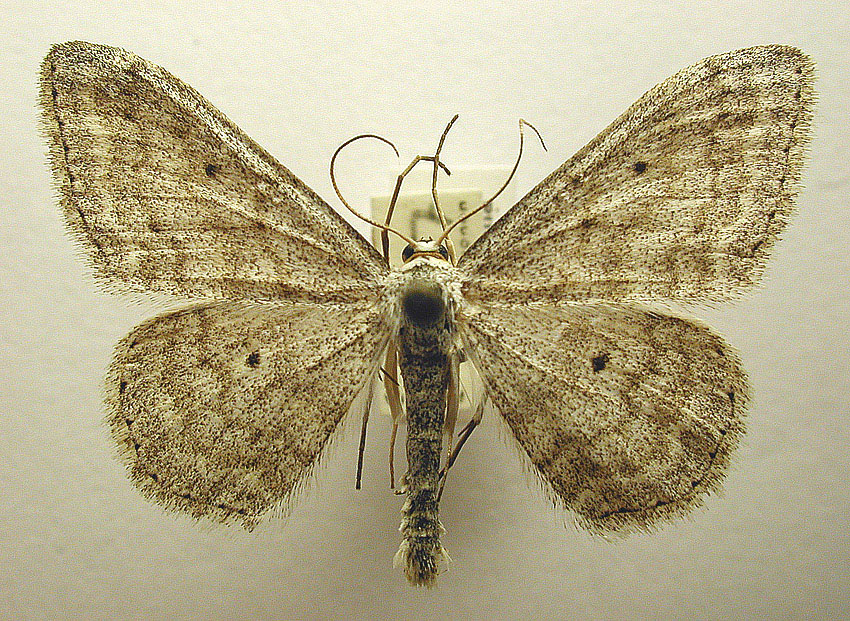
Preparerad (uppnålad) imago fjäril